# مونتروز (میزوری)
مونتروز (به انگلیسی: Montrose) یک شهر در ایالات متحده آمریکا است که در شهرستان هنری، میزوری واقع شده‌است. مونتروز ۱٫۴۸ کیلومتر مربع مساحت و ۳۸۴ نفر جمعیت دارد و ۲۵۵ متر بالاتر از سطح دریا واقع شده‌است.